# Philippe Rebord
Philippe Rebord (* 22. April 1957, heimatberechtigt in Bovernier und Lausanne) ist ein Schweizer Berufsoffizier (Korpskommandant). Er war vom 1. Januar 2017 bis 31. Dezember 2019 Chef der Armee.

## Biographie
Philippe Rebord studierte an der Universität Lausanne Geschichte, Geographie und Französisch und trat 1985 in das Instruktionskorps der Infanterie ein. Von 1990 bis 1995 war er Instruktionsoffizier der Panzerabwehrschulen mit einem Jahr Unterbruch als Klassenlehrer an einer Offizierschule der Infanterie (1991). 1995 wurde er Klassenlehrer an der Zentralschule, 1996 absolvierte er ein Jahr am Collège interarmées de Défense in Paris, und 1997 war er wieder Klassenlehrer an einer Infanterie-Offizierschule. 1998 wurde er Stabschef im Kommando der Generalstabsschulen, 2000 Kommandant der Panzerabwehrrekrutenschulen in Chamblon und 2001 Kommandant der Infanterie-Offizierschulen ebenfalls in Chamblon. 2002 wurde er Projektleiter der Rekrutierung für die Armee XXI und 2004 Kommandant der Rekrutierung. Am 1. April 2016 wurde er zusätzlich zu seinen bisherigen Aufgaben Stellvertretender Chef der Armee. Vom 1. Januar 2017 bis  Ende 2019 war er Chef der Armee.
Als seine wichtigste Aufgabe gilt die Umsetzung der Weiterentwicklung der Armee (WEA) sowie in Zusammenarbeit mit Bundesrat Guy Parmelin die Besetzung der entsprechenden Stellen der WEA.
Am 4. April 2019 kündete Rebord zusammen mit Bundesrätin Viola Amherd seinen Rücktritt als Chef der Armee aus gesundheitlichen Gründen per Ende 2019 an.

## Militärische Funktionen
- 1985 Hauptmann: Kommandant der Stabskompanie eines Schützenbataillons
- 1989 Hauptmann im Generalstab: Stabsoffizier einer Felddivision
- 1993 Major im Generalstab: Kommandant eines Infanteriebataillons
- 1996 Oberstleutnant im Generalstab: Stabsoffizier eines Feldarmeekorps
- 1998 Oberst im Generalstab: Kommandant eines Infanterieregiments
- 2001 Oberst im Generalstab: Stabschef einer Felddivision
- 2009 Brigadier: Kommandant Infanteriebrigade 2
- 2014 Divisionär: Kommandant Höhere Kaderausbildung der Armee und Stabschef Operative Schulung
- 2017 Korpskommandant: Chef der Armee[1]

## Privates
Philippe Rebord ist mit Catherine Rebord verheiratet und Vater zweier erwachsener Töchter.